# رونالد گراهام
رونالد لوییس گراهام (به انگلیسی: Ronald Lewis Graham؛ ۳۱ اکتبر ۱۹۳۵ – ۶ ژوئیه ۲۰۲۰) ریاضی‌دان آمریکایی بود که از سوی انجمن ریاضی آمریکا به عنوان «یکی از معماران اصلی توسعه سریع جهانی ریاضیات گسسته در سال‌های اخیر» معرفی شده است. او رئیس انجمن ریاضی آمریکا و اتحادیه ریاضی آمریکا بود و در سال ۲۰۰۳ جایزه ریاضی لروی استیل را کسب کرد. همچنین، او عضو آکادمی ملی علوم نیز بود.
او مشارکت‌های مهمی در زمینه‌های زمان‌بندی، هندسه محاسباتی، و نظریه رمزی داشته است.
او به خاطر ابداع الگوریتم پیمایش گراهام برای محاسبه پوش محدب شناخته شده است.
او در سال ۱۹۸۳ با فن چانگ ازدواج کرد. آن‌ها در زمینه‌های یکسان ریاضی کار می‌کردند و از سال ۱۹۷۵ مقالات مشترک می‌نوشتند. تعداد مقالات گراهام و چانگ تا دسامبر ۲۰۰۹ برابر با ۷۷ بود. او همچنین به دلیل همکاری مستقیم و نگارش مقاله به همراه پال اردوش، دارای عدد اردوش ۱ بود.

## مرگ
گراهام در ۶ ژوئیه ۲۰۲۰، در سن ۸۴ سالگی، در لا یولا، کالیفرنیا درگذشت.